# Балицкий, Леонид Маркович
Леонид Маркович Балицкий (1917—1990) — участник Великой Отечественной войны, гвардии старший лейтенант. Герой Советского Союза (1944).

## Биография
Родился 25 мая 1917 года в селе Бузниковатое (ныне — в Кировоградской области) в крестьянской семье. Украинец. 
После окончания школы рабочей молодёжи работал кузнецом в паровозном депо на станции Шевченково. В 1938 году был призван на службу в Рабоче-крестьянскую Красную Армию. С июня 1941 года — на фронтах Великой Отечественной войны. В 1943 году вступил в ВКП(б). К ноябрю 1943 года гвардии старший сержант Леонид Балицкий был механиком-водителем танка Т-34 424-го танкового батальона 56-й гвардейской танковой бригады (7-го гвардейского танкового корпуса, 3-й гвардейской танковой армии, 1-го Украинского фронта).
Отличился в ходе Киевской наступательной операции.
4 ноября 1943 года подразделения 3-й гвардейской танковой армии были введены в бой для усиления ударной группировки войск на Киевском направлении. К середине дня её танковые корпуса обогнали пехоту и продвинулись в глубину на 8 километров, прорвав оборону немецких войск. Танк Балицкого прорвался в село Святошино (ныне в черте Киева), перерезав шоссе Киев-Житомир, уничтожив при этом большое количество живой силы и боевой техники противника.
Указом Президиума Верховного Совета СССР «О присвоении звания Героя Советского Союза генералам, офицерскому, сержантскому и рядовому составу Красной Армии» от 10 января 1944 года за «образцовое выполнение боевых заданий командования на фронте борьбы с немецко-фашистскими захватчиками и проявленные при этом отвагу и геройство» удостоен звания Героя Советского Союза с вручением ордена Ленина и медали «Золотая Звезда».
В 1944 году Балицкий окончил военно-политическое училище в Горьком. В 1945 году в звании старшего лейтенанта был уволен в запас. В 1951 году окончил сельскохозяйственный институт в Одессе, после чего работал агрономом, впоследствии директором совхоза. Жил в городе Балта Одесской области. Умер в 1990 году.
Был также награждён орденами Отечественной войны 1-й степени и Красной Звезды, а также рядом медалей.